# Kanton Le Pastel
 Le Pastel  is een kanton van het Franse departement Tarn. Het kanton maakt deel uit van het arrondissement Castres.
In 2021 telde het 17.632 inwoners.

Het kanton werd gevormd ingevolge het decreet van 17 februari 2014 , met uitwerking op 22 maart 2015, met Saïx als hoofdplaats.

## Gemeenten
Het kanton omvat volgende 15 gemeenten :
- Appelle
- Bertre
- Blan
- Cambounet-sur-le-Sor
- Garrevaques
- Lempaut
- Lescout
- Palleville
- Poudis
- Puylaurens
- Saint-Germain-des-Prés
- Saint-Sernin-lès-Lavaur
- Saïx
- Soual
- Viviers-lès-Montagnes